# أصل الطيور

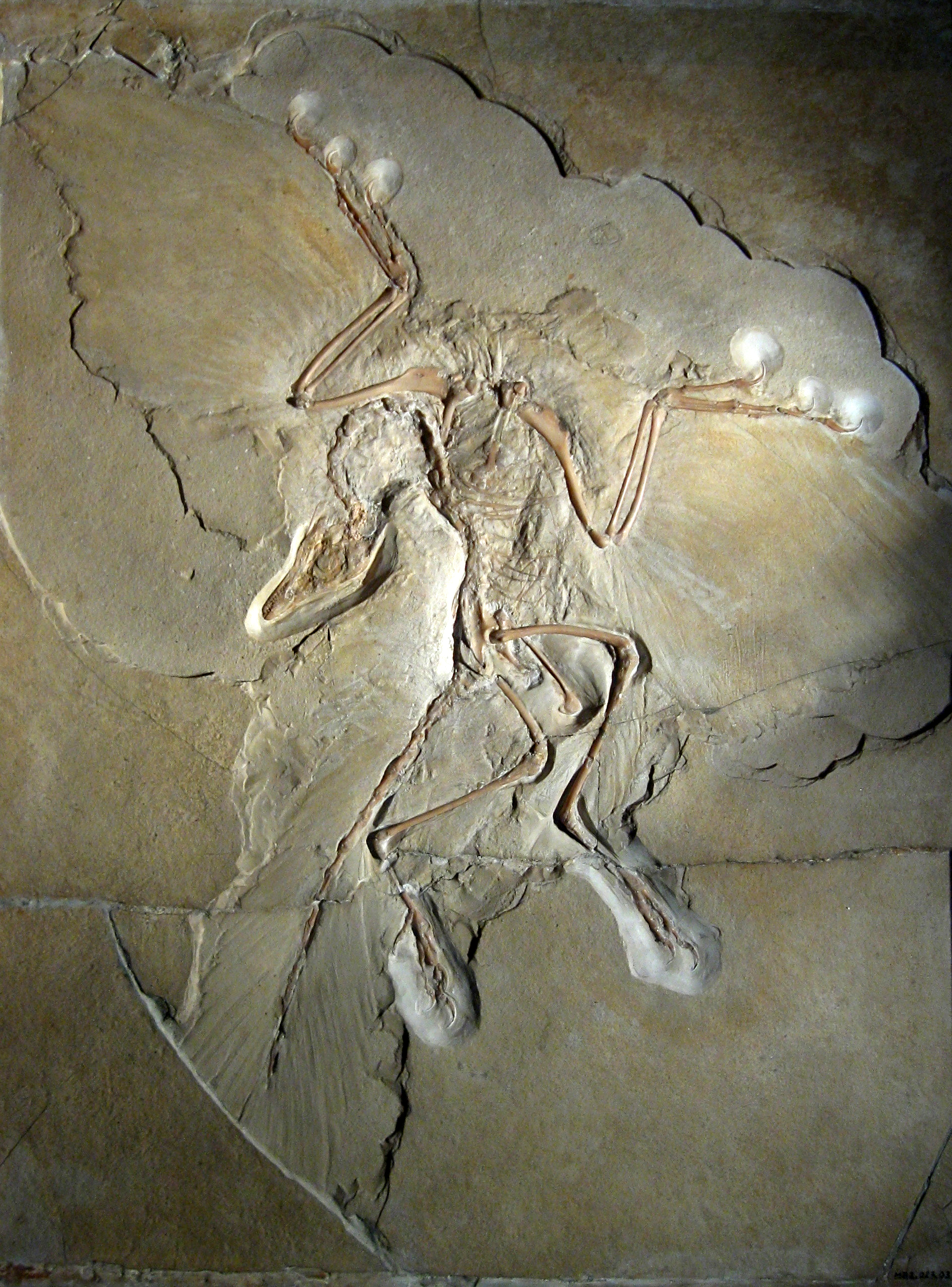
عينة برلين الشهير الأركيوبتركس.

أصل الطيور هو موضوع اثار جدل واسع في البيولوجيا التطورية. تم اقترح وجود علاقة وثيقة بين الطيور والديناصورات في القرن التاسع عشر بعد اكتشاف حفرية الأركيوبتركس وهي حفرية أحد الطيور البدائية في ألمانيا. معظم الباحثين الآن أن يؤيد الرأي القائل بأن الطيور هي مجموعة من الديناصورات ذوات الأقدام التي تطورت خلال الحقبة الوسطى.
الطيور تشترك في كثير من ميزات أو السمات الفريدة مع الهيكل العظمي للديناصورات. وعلاوة على ذلك، تم الكشف في الحفريات ان هناك أكثر من عشرين نوعا من الديناصورات التي تملك الريش. ويقدم عالم تطور الطيور ألان فيدوتشيا وجهة نظر مخالفة لتطور الطيور من حيوان صغير متسلق على الأشجار أي من الأعلى إلى أسفل وليس من ديناصور إلى طير أي من أسفل إلى أعلى ويعتبر أن فرض وجهة نظر متعلقة بربط تطور الطيور من الديناصورات عبارة عن استسهال لإجابة سؤال معقد لم يحل بعدُ وهنالك عدة فرضيات حوله، وأنكر أن يكون الأركيوبتركس سلف الطيور وحلقة مفقودة بين الديناصورات والطيور، واعتبره مجرد طير ودون ذلك في كتابه (أصل وتطور الطيور) وفي عدد من الأبحاث في مجلات علم الطيور.

## تاريخ الأبحاث عن أصل الطيور

### توماس هكسلي

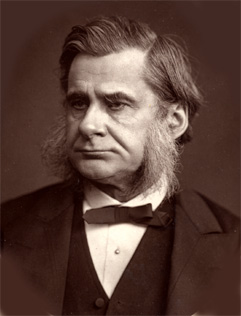
توماس هنري هكسلي (1825–1895).

بدأت الأبحاث العلميَّة حول أصل الطيور بعد وقتٍ قصير من نشر تشارلز داروين لكتابه «أصل الأنواع» عام 1859 ، ففي عام 1960 تمَّ اكتشاف ريشة متحجِّرة في حجر جيري في ألمانيا تعود للعصر الجوراسي، ووصف كريستيان إيريك هيرمان فون ماير هذه المستحاثة باسم الأركيوبتركس ، وفي عام 1863 وصف ريتشارد أوين هيكلاً عظمياً كاملاً تقريباً لما يمكن أن يكون أحد الطيور على الرغم من أنَّ هذا الهيكل يمتلك عدداً من الصفات أو الميزات الشبيهة بالزواحف بما في ذلك مخالب الأطراف الأمامية والذيل الطويل المُتعظِّم.
لاحقاً أبدى عالم الأحياء الإنكليزي الشهير توماس هنري هكسلي دعماً قوياً لنظرية التطور عن طريق الانتقاء الطبيعي، وأكَّد أنَّ مستحاثِّة الأركيوبتركس هي شكل انتقالي بين الطيور والزواحف ، وأجرى مقارنات تفصيليَّة بين الأركيوبتركس ومختلف الزواحف التي تعود لعصر ما قبل التاريخ ووجد أنَّ هذه المستحاثَّة تشبه الديناصورات إلى حدٍ كبير ، وقدَّم اكتشاف المستحاثَّة التي يُطلق عليها نموذج برلين Berlin specimen قرابة العام 1870 دليلاً إضافيَّاً على العلاقة التطوريَّة بين الطيور والديناصورات لأنَّها امتلكت مجموعة من أسنان الزواحف، ورغم المعارضة التي اصطدم بها هكسلي من قبل ريتشارد أوين خصوصاً ولكنَّ استنتاجاته قُبلت من قبل الكثير من علماء الأحياء وأبرزهم البارون فرانس نوبكسا، بينما عارضه آخرون كهاري سيلي الذي اقترح بأنَّ التشابه بين الزواحف والطيور ناتج عن ظروف تطوريَّة متشابهة لا أكثر.

### جيرهارد هيلمان
ظهرت نقطة تحوُّل أخرى في أوائل القرن العشرين مع كتابات العالم الدنماركي جيرهارد هيلمان الذي أجرى أبحاثه حول الطيور في الفترة ما بين 1913 – 1916 ، ونشر نتائج بحثه في كتابات متعاقبة من عدة أجزاء يتناول تشريح الطيور وسلوكها وتطوُّرها بالإضافة لعلوم الأجنة وعلم المستحاثات الخاص بالطيور، لاحقاً تمَّ تجميع هذه الأعمال التي كانت مكتوبة باللغة الدنماركية وتُرجمت إلى اللغة الإنكليزية ونشرت في عام 1926 في كتاب واحد حمل اسم «أصل الطيور».
اعتمد هيلمان على طريقة هكسلي فقارن بين مستحاثات الأركيوبتركس والطيور الأخرى مع قائمة طويلة من زواحف ما قبل التاريخ، وتوصَّل أيضاً إلى استنتاجٍ مفاده أنَّ الديناصورات الثيروبودية كانت الأكثر شبهاً بالطيور، ومع ذلك فقد لاحظ أنَّ الطيور تمتلك عظم الترقوة مثلها مثل الزواحف البدائيَّة ولكنَّ هذا العظم غير موجود عند الديناصورات، ونظراً لأنَّه كان مؤمناً بقوة بقانون «دولو» الذي ينص على أنَّ التطور لا يمكن عكسه لم يستطع هيلمان أن يقبل بأنَّ الترقوة قد فقدت في الديناصورات وعادت لتطوَّر في الطيور، ولذلك اضطر إلى استبعاد الديناصورات كأسلاف للطيور وأن ينسب جميع أوجه التقارب والتشابه بينهما إلى الظروف التطوريَّة المتقاربة، واقترح بدلاً من ذلك بأنَّ أسلاف الطيور سيتمُّ العثور عليها في الزواحف البدائيَّة.
كفِل المنهج العلمي الشامل والمُميَّز الذي اتبعه هيلمان لكتابه أن يصبح مرجعاً كلاسيكيَّاً في هذا المجال، وأنَّ استنتاجاته حول أصل الطيور قد أصبحت مقبولة من جميع علماء الأحياء التطوُّريِّين تقريباً على مدى العقود الأربعة القادمة ، الترقوة هي عظم هش وحساس نسبيَّاً وبالتالي فهي عرضة للتلف أسرع من بقية العظام الأخرى وقد يكون هذا هو السبب الرئيسي وراء عدم التعرُّف عليها في مستحاثات الديناصورات [16]، أصبح غياب الترقوة في الديناصورات هو الدليل الكلاسيكي في تفسير تطور الطيور وأصلها، ولم يظهر بحث علمي أو تقرير عن وجود عظم الترقوة عند الديناصورات إلَّا في عام 1983 مع مقال تمَّ نشره في روسيا، اليوم وعلى عكس ما كان يعتقده هيلمان يقبل علماء الحفريات أنَّ الترقوة موجودة عند أغلب أنواع الديناصورات بعد اكتشاف العديد من المستحاثات التي تؤكد ذلك بوضوح.

### ديناصورات الريش في الصين
شهدت أوائل التسعينات حدثاً مذهلاً عندما تمَّ اكتشاف مستحاثات طيور محفوظة بشكلٍ كامل في العديد من التكوينات الجيولوجية التي تعود للعصر الطباشيري في مقاطعة لياونينغ شمال شرق الصين، وفي عام 1996 وصف علماء المستحاثات الصينيِّيون السيناصوروبتركس باعتباره جنساً جديداً من الطيور، ولكنَّ هذا الكائن سرعان ما تمَّ التعرف عليه على أنَّه ديناصور، والمثير للدهشة أنَّ جسمه كان مغطَّىً بالكامل بهياكل خيطية طويلة والتي اعتبرت على أنَّها شكل بدائي من ريش الطيور رغم اعتراضات البعض ، لاحقاً وصف علماء من الصين والولايات المتحدة مستحاثاتٍ هي عبارة عن ديناصورات غير طيَّارة رغم أنَّ بقاياها تمتلك ريشاً يشبه بشكلٍ كبير ريش الطيور.

## أوجه الشبه بين الطيور والديناصورات

### الريش
يعتبر الأركيوبتركس الذي اكتشف عام 1861 أول مثال فعلي على ديناصورات الريش، الأركيوبتركس هو مستحاثة انتقالية مع ميزات وسطيَّة بين الطيور والديناصورات وتمَّ اكتشافه بعد عامين فقط من نشر تشارلز داروين لكتاب أصل الأنواع، وقد عزَّز هذا الاكتشاف الجدل الناشئ بين مؤيدي التطور ومؤيدي التصميم الذكي، كان هذا الطائر البدائي يشبه الطيور بشكلٍ كبير لدرجة أنَّه لا يمكن تفريقه لولا انطباع الريش الواضح على الحجر.
اعتباراً من تسعينات القرن الماضي تمَّ العثور على العديد من ديناصورات الريش الإضافية، ممَّا وفَّر أدلة أقوى على العلاقة الوثيقة بين الديناصورات والطيور، امتلكت العديد من الديناصورات الأولى كالتيرانوصورات هياكل بدائية خيطيَّة، وظهر الريش الذي يشبه ريش الطيور الحديثة في الديناصورات الأكثر تطوراً، رغم كلِّ هذه الأدلة فقد ادعى المعارضون أنَّ هذه الهياكل الخيطية البسيطة هي عبارة عن ألياف كولاجين تتوضع على جلد الديناصورات أو على زعانف الظهر، وأنَّ الأنواع ذات الريش ليست طيوراً حقيقة، ولكنَّ أغلب الدراسات أكَّدت أنَّ ديناصورات الريش هي في الواقع ديناصورات وأنَّ خيوطها البسيطة تُمثِّل بلا شك الريش البسيط، حتى أنَّ بعض الباحثين عثروا فيها على صباغ الميلانين وهو أمرٌ متوقع من الريش وليس من ألياف الكولاجين [78]، وقد أظهر آخرون أنَّ الريش المتطور يظهر بشكل خيطي بسيط عندما يتعرَّض لقوى التكسير والضغط التي حدثت أثناء التحجر وأنَّ البروتينات المفترضة فيها ربَّما تكون أكثر تعقيداً ممَّا كان يُعتقد سابقاً.

### الهيكل العظمي
بما أنَّ الريش يرتبط غالباً بالطيور، فإنَّ ديناصورات الريش توصف غالباً بأنَّها الحلقة المفقودة ما بين الطيور والديناصورات، ومع ذلك فإنَّ ميزات الهيكل العظمي العديدة التي تتشاركها المجموعتان تمثل الرابط الأكثر أهميَّة بالنسبة لعلماء المستحاثات، بالإضافة لذلك أصبح من الواضح اليوم أنَّ العلاقة بين الطيور والديناصورات هي مواضيع أكثر تعقيداً ممَّا كان يعتقد سابقاً، فعلى سبيل المثال في حين كان يعتقد أنَّ الطيور تطوَّرت من الديناصورات باتجاه واحد، خلص علماء آخرون وأبرزهم غريغوري بول إلى أن بعض الديناصورات مثل الدروماوصورات ربَّما تكون قد تطورت من الطيور وفقدت قدرتها على الطيران مع الحفاظ على ريشها.
تشمل أوجه التشابه في الهيكل العظمي كلاً من الرقبة والعانة والرسغ والذراع والقفص الصدري ولوح الكتف والترقوة، كما أنَّ دراسة قارنت بين جماجم الديناصورات وجماجم الطيور خلصت إلى أنَّ الأخيرة تطورت من جماجم الديناصورات الثيروبودية.

### الرئتين
كان لدى الديناصورات اللاحمة الكبيرة نظام معقد من الحويصلات الهوائية شبيه بتلك الموجودة لدى الطيور الحديثة، ووفقاً لبحث أجراه باتريك أوكونور من جامعة أوهايو كانت الديناصورات اللاحمة التي تمشي على قدمين «تشبه أقدام الطيور» أنسجة رئوية تماثل النظام التنفسي الموجود عند الطيور، يقول أوكونور: «ما كان يعتبر ذات يوم نظاماً فريداً من نوعه وخاصَّاً بالطيور تبيَّن أنَّه كان موجود بشكل ما في أسلاف الطيور».

### القلب

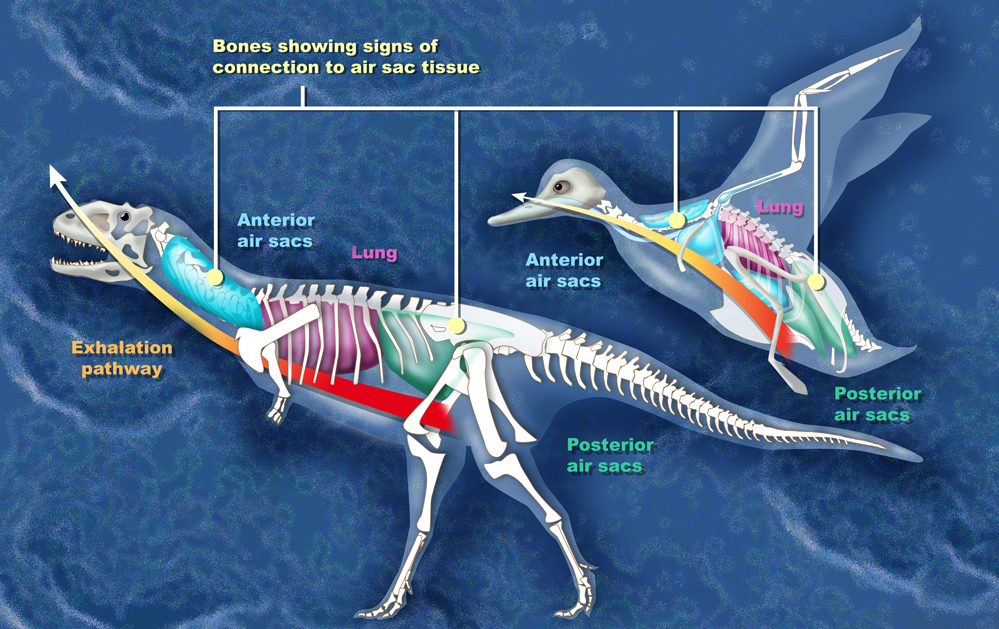
مقارنة بين الجيوب الهوائية عند الماجونجوصوراس ولطائر (البط)

باستخدام التصوير الطبقي المحوري (CT) الذي تمَّ إجراؤه عام 2000 لتجويف صدر أحد هياكل الثيسيلوصور المنتمية لفرع ديناصورات الأورنيثوبودات المتحجرة تبين وجود قلب مُعقَّد يتكوَّن من أربعة حجرات مثل تلك الموجودة عند الثدييات والطيور المعاصرة، مع ذلك فقد بقيت فكرة التشابه هذه مثيرة للجدل علمياً واعتبرها البعض تشبيه تشريحي خاطئ أو أنَّها مجرد فرضيَّة وحسب.
لتأكيد هذه النظرية أو نفيها تمَّ إجراء دراسة أكثر شموليَّة عام 2011 باستخدام أجهزة تقنيات تصوير طبقي محوري أكثر تطوراً، ودراسة نسج وتحليل تشتتي بالأشعة السينية، ومطيافية الأشعة السينية بالإلكترون الضوئي ودراسة مجهرية إلكترونية ماسحة، وخلصت هذه الدراسة إلى أنَّ الهيكل الداخلي لقلب الديناصورات لا يحتوي على حجرات وإنَّما على ثلاث مناطق منفصلة عن بعضها بمواد غير نسيجية ولا يمكن مقارنتها بقلب الطيور المعاصرة [87]، وبقي السؤال المطروح هو مدى أهمية هذا الاكتشاف وكيفية انعكاسه على التشريح الداخلي للقلب عند الديناصورات ومعدل الاستقلاب لديها [87]، اليوم نعرف أنَّ التماسيح والطيور المعاصرة وهي أقارب الديناصورات لها قلوب من أربع حجرات، وربما كان للديناصورات قلوب مشابهة أيضاً، مع ذلك فإنَّ الهيكل الداخلي للكائن الحي قد لا يرتبط بالضرورة بمعدل استقلابه.

## أصل قدرة الطيور على الطيران
النقاشات حول أصل قدرة الطيور على الطيران قديمة جداً مثلها مثل فكرة أنَّ الطيور تطورت من الديناصورات، قُدِّمت عدة نظريات لتفسير هذه القدرة: أولها أنَّ الطيور تطورت من حيوانات مفترسة صغيرة كانت تعيش على الأرض، والنظرية الأخرى تقترح أنَّ الطيران تطوَّر عند الحيوانات التي كانت تتسلق الأشجار وتعيش عليها، أمَّا أحدث النظريات فتقترح أنَّ الأجنحة تطورت كنتيجة للحاجة للجري السريع فوق المرتفعات والأشجار، وربَّما ساعدت هذه الطريقة ديناصورات الريش الصغيرة على الهروب من المفترسات الأكبر حجماً، وفي مارس عام 2018 قدَّم العلماء تقريراً على أنَّ الأركيوبتركس كان قادراً على الطيران ولكن بطريقة مختلفة تماماً عن طريقة الطيور المعاصرة.